# Arena (azienda)
Arena è un marchio di abbigliamento per il nuoto sportivo, con sede a Tolentino, creato nel 1973 dalla Adidas Francia, dal suo presidente Horst Dassler. Venduta nel 1990, il marchio oggi rappresenta due differenti linee di prodotti.

## Storia
Dopo la fondazione, il marchio è stato ceduto varie volte e dal 1999 ha iniziato un processo di acquisizione da parte di fondi di investimento inizialmente italiani e successivamente statunitensi (Riverside 2010) e svizzeri (Capvis 2014). Arena è un marchio che ha la sua massima riconoscibilità in Italia e in Europa, benché i suoi prodotti siano esportati in tutto il mondo; in Estremo Oriente il marchio è gestito da Descente sin dal 1976, in maniera del tutto distinta dalla "casa madre".
L'azienda produce e commercializza principalmente prodotti per l'acqua (costumi da bagno), adatti non solo per il nuoto ma anche per il triathlon e la pallanuoto. I costumi Arena sono stati prodotti in Francia fino all'aprile 2007, mese in cui la fabbrica di Libourne, vicino a Bordeaux è stata chiusa, in seguito i prodotti Arena vengono fabbricati in Asia.
Arena è sponsor delle associazioni natatorie sovranazionali (World Aquatics) e di circa 20 federazioni nazionali tra le quali la FIN (Federazione Italiana Nuoto) e la Federazione USA. Aleksandr Popov, Frédérick Bousquet, Laure Manaudou, Gregorio Paltrinieri, Katinka Hosszú, Chad le Clos, Sarah Sjöström e Rūta Meilutytė sono fra i testimonial più celebri dell'azienda.